# Martina Johannsen
Martina Johannsen (* 13. Dezember 1967 in Koblenz) ist eine deutsche Beamtin. Sie ist seit 2016 Präsidentin des Landesrechnungshofes Mecklenburg-Vorpommern.

## Leben

### Ausbildung
Martina Johannsen studierte von 1988 bis 1994 Volkswirtschaftslehre an der Johannes Gutenberg-Universität Mainz und erreichte 1994 einen Abschluss als Diplom-Volkswirtin.
Sie wurde 2000 mit einer Arbeit über „Theorie und Empirie von Arbeitsmärkten – eine ökonometrische Analyse für Rheinland-Pfalz“ zum Dr. rer. pol. promoviert.

### Laufbahn
Johannsen war von 1994 bis 1999 wissenschaftliche Mitarbeiterin am Lehrstuhl für Wirtschaftspolitik im Fachbereich Rechts- und Wirtschaftswissenschaften der Universität Mainz. Im Anschluss nahm sie von 1998 bis 2003 eine Professorenvertretung für Volkswirtschaftslehre, Statistik und Wirtschaftsgeografie an der Fachhochschule Koblenz wahr.
Sie arbeitete von 2004 bis 2006 als Referentin und kommissarische Leiterin eines Bereiches in der Zentrale der Bundesagentur für Arbeit. Im Jahr 2006 trat sie als Prüferin im höheren Dienst des Bundesrechnungshofes, zugleich Sachgebietsleiterin im Prüfungsamt des Bundes Köln für das Sachgebiet „Bundesagentur für Arbeit I“ ein und war dies bis 2009. Anschließend war sie von 2009 bis 2012 die Büroleiterin des Präsidenten des Bundesrechnungshofes, Dieter Engels, und von 2012 bis 2016 Prüfungsgebietsleiterin, ab 2013 als richterlich unabhängiges Mitglied des Bundesrechnungshofes.
Der Landtag Mecklenburg-Vorpommern wählte die parteilose Kandidatin Johannsen am 27. Januar 2016 auf Vorschlag der SPD und CDU zur Präsidentin des Landesrechnungshofes Mecklenburg-Vorpommern. Sie trat das Amt am 1. Mai 2016 an.